# Abakus (Templerorden)

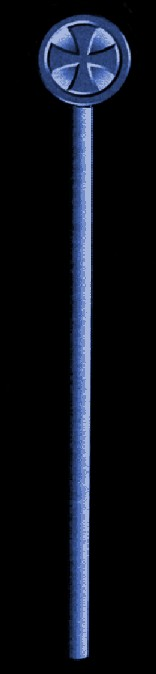
Abakus

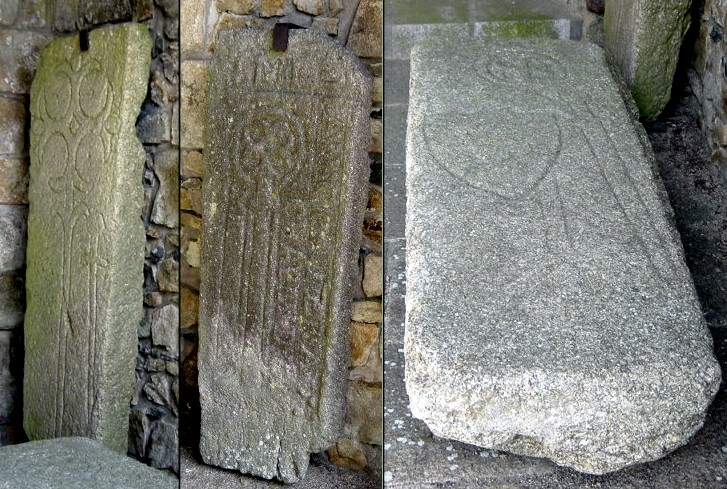
Templer-Grabsteine aus Le Pallet, mit Abakus und Schwert

Als Abakusstab wird traditionell das Insignium des Großmeisters der Tempelritter bezeichnet.
Es handelt sich um einen Stab, gekrönt von einer Scheibe. Ähnlich dem Pastoralstab eines Bischofs, symbolisiert der Abakusstab die geistliche und weltliche Amtsgewalt des Großmeisters.
Die Bedeutung des Stabes und die Herkunft seines Namens sind Gegenstand verschiedener Theorien. Der plausibelsten Erklärung nach bezieht sich der Abakusstab auf ein Stilmerkmal der dorischen Säulenordnung. Als Deckplatte einer Säule liegt der sog. Abakus dem Kapitell auf und stützt den Architrav. Damit verweist der Stab auf die Tradition der Baukunst, als Standeszeichen „des Meisters aller Baumeister“. In dieser Funktion wurde der Abakusstab besonders Gegenstand freimaurerischer Templerrezeption. Der Ordensregel nach mussten alle Tempelritter eine Distanz von drei Schritten zum Stab einhalten und sich vor ihm verneigen. Berühren durften sie ihn keinesfalls.
Bildliche Darstellungen des Abakusstabes sind eine Rarität. Drei in der Kapelle Sainte-Anne in Le Pallet (Département Loire-Atlantique) aufbewahrte Grabplatten von ehemaligen Templer-Gräbern bilden den Stab als Kennzeichen des Tempels ab, jeweils zusammen mit dem Schwert, in einem Fall auch mit dem Schild, als Kennzeichen des Ritterstandes. Auf zwei der drei Grabplatten erkennt man auch einen Sockel am unteren Ende des Stabes, wohl ein Ständer, in dem der Abakusstab bei bestimmten Zeremonien aufbewahrt wurde.